# Achipteriidae
Die Achipteriidae sind eine Familie der Milben. Sie gehören innerhalb dieser Gruppe der Spinnentiere zur Unterordnung der Hornmilben in der Ordnung Sarcoptiformes.

## Merkmale
Die adulten Stadien der Achipteriidae werden 0,25 bis 0,75 Millimeter lang. Auf jeder der beiden dreigliedrigen Cheliceren ist eine bezahnte Zange ausgebildet. Der bewegliche Finger dieser Zange ist relativ groß. Die Pedipalpen tragen keine Endklaue. Auf dem Notogaster, dem sklerotisierten dorsalen Teil des Opisthosoma, sitzen zehn Paare von Härchen (Setae) von 10 bis 20 Mikrometern Länge. Deren Achsen bestehen aus Actinopilin, einer chitinartigen Substanz. Der oval geformte Notogaster trägt vorne seitlich zwei flügelartige Hautfalten, die Pteromorphen, die wahrscheinlich dem Schutz der Beine dienen. Zwischen den Pteromorphen erstreckt sich nach vorne leicht gekrümmt die Sutur zwischen Notogaster und Prodorsum. Das Prodorsum, die dorsale Region des Prosoma, hat lamellenartige Strukturen zwischen denen sechs Paar Härchen sitzen. Zwei Trichobothrien auf dem Prodorsum dienen als Sinnesorgane. Das octotaxische System besteht aus winzigen porösen Arealen oder kleinen Säckchen.
Die Beine tragen je eine sichelartige Endklaue und zahlreiche Härchen. Es ist kein Pulvillus ausgebildet.

### Nymphen
Ein wichtiges Merkmal der Achipteriidae ist die fächerförmige Faltung der Cuticula bei den juvenilen Stadien (Nymphen).

## Verbreitung
Die Achipteriidae sind weltweit, hauptsächlich in den gemäßigten Klimazonen der Nord- und Südhalbkugel verbreitet. In den Subtropen und Tropen kommen sie nur im Nebelwald in größeren Höhen vor.

## Lebensweise
Die Arten dieser Familie leben häufig im Boden und Laubfall der Wälder, sie werden auch auf Laubmoosen und Lebermoosen gefunden. Anachipteria geminus bewohnt Blattflechten auf der Borke von Nadelbäumen der montanen Höhenstufe in Nordamerika.
Alle Arten sind mykophag oder saprophag, das heißt, sie ernähren sich je nach Angebot von Pilzen und Algen oder von zerfallendem Laub und Pflanzenmaterial. Von Achipteria coleoptrata, einer in Europa besonders in Laubwäldern häufigen Milbe, ist bekannt, dass sie sich hauptsächlich von der Alge Desmococcus vulgaris oder von Gras und Pflanzenmaterial ernährt (makrophytophag). Dabei wird zersetzte Streu bevorzugt, die bereits von Pilzen und Bakterien aufgeschlossen ist.
Oft kommen im Boden Tausende von Individuen pro Quadratmeter vor. Ihre Ausscheidungen werden von Bakterien weiter zersetzt. Die Milben bilden daher einen wichtigen Faktor der Bodenbildung.
Die Achipteridae sind wegen ihrer weltweiten Verbreitung und hohen Individuenzahl wichtige Zwischenwirte für Bandwürmer aus der Ordnung Cyclophyllidea z. B. der im Magen und Darmtrakt von Pferden parasitierenden Art Anoplocephaloides mammillana.

## Systematik
Die Achipteriidae werden in der Systematik der Milben mit der Familie Tegoribatidae zur Überfamilie Achipteroidea zusammengefasst. Von manchen Autoren werden auch die Epactozetidae zu dieser Überfamilie gezählt. Die Tegoribatidae wurden als eigene Familie aus den Achipteriidae ausgegliedert. Früher wurden diese Familien in die Überfamilie Oribatelloidea gereiht.
Es wurde auch versucht, die Achipteroidea zusammen mit den Überfamilien Licneremaeoidea und Phenopelopoidea zu einer Klade zusammenzustellen. Das gemeinsame Merkmal dieser Gruppe ist die plikate Faltenstruktur der Cuticula der Nymphen zusammen mit dem Vorhandensein eines octotaxischen Systems. Durch molekulargenetische Untersuchungen lassen sich diese anhand morphologischer Merkmale zusammengestellten Kladen jedoch nicht untermauern. Solche Untersuchungen weisen für die Familie Achipteriidae sogar auf Paraphylie hin. Merkmale wie die Falten der Cuticula oder das octotaxische System könnten auf konvergentem Weg mehrmals im Verlauf der Stammesgeschichte entstanden sein.

## Gattungen und ausgewählte Arten
Die Anzahl und Bezeichnung der Gattungen der Achipteridae hat im ersten Jahrzehnt des 21. Jahrhunderts grundlegende Veränderungen erfahren. Dies ist auf verbesserte Untersuchungsmethoden und die Entdeckung neuer Arten zurückzuführen, was zur Revision der Gattungen um den Typus Achipteria Berlese, 1885, geführt hat. So wurde die Untergattung Cubachipteria zur Gattung erhoben, die Gattung Hoffmanacarus wurde als Untergattung in die Gattung Anachipteria gestellt. In verschiedenen taxonomischen Datenbanken werden daher oft veraltete oder andere Gattungszusammensetzungen für die Familie genannt.
Zu den Achipteriidae werden derzeit (2010) 8 Gattungen mit rund 90 Arten gezählt:
- Achipteria Berlese, 1885 (weltweite Verbreitung, 2 Untergattungen, 32 Arten)
  - Achipteria (Achipteria) Berlese, 1885 (Holarktis, Orientalis und Neotropis, 30 Arten)
    - Achipteria (Achipteria) coleoptrata (Linnaeus, 1758) (Paläarktis, 2 Unterarten)
    - Achipteria (Achipteria) holomonensis Cancela de Fonseca & Stamou, 1987 (Griechenland)

  - Achipteria (Izuachipteria) Balogh & Mahunka, 1979 (östliche Paläarktis, 2 Arten)
    - Achipteria (Izuachipteria) alpestris (Aoki, 1973) (Japan)
- Anachipteria Grandjean, 1932 (Holarktis, Orientalis und Neotropis, 18 Arten)
  - Anachipteria (Anachipteria) Grandjean, 1932 (Holarktis, Orientalis und Neotropis, 3 Untergattungen, 15 Arten)
    - Anachipteria (Anachipteria) geminus Lindo, Clayton & Behan-Pelletier, 2008

  - Anachipteria (Hoffmanacarus) Mahunka, 1995 (Nearktis, 1 Art)
    - Anachipteria (Hoffmanacarus) virginianus Mahunka, 1995 (USA)

  - Anachipteria (Weigmanniella) Subías, 2010 (Holarktis, 2 Arten)
    - Anachipteria (Weigmanniella) dubia Weigmann, 2001 (Mitteleuropa)
    - Anachipteria (Weigmanniella) sacculifera Root, Kawahara & Norton, 2007 (USA)
- Campachipteria Aoki, 1995 (Holarktis und Orientalis, 18 Arten)
  - Campachipteria distincta (Aoki, 1959) (östliche Paläarktis, 2 Unterarten)
- Cerachipteria Grandjean, 1935 (Paläarktis, Europa, 4 Arten)
  - Cerachipteria digita Grandjean, 1935 (Osteuropa, 2 Unterarten)
  - Cerachipteria franzi Willmann, 1953 (Österreich)
- Cubachipteria Balogh und Mahunka, 1979 (Neotropis, 3 Arten)
  - Cubachipteria remota (Balogh & Mahunka, 1979) (Venezuela)
  - Cubachipteria mayariana (Palacios-Vargas & Socarrás, 2001) (Kuba)
- Dentachipteria Nevin, 1974 (2 Arten)
  - Dentachipteria ringwoodensis Nevin, 1974 (USA)
  - Dentachipteria highlandensis Nevin, 1974 (USA)
- Parachipteria Van der Hammen, 1952 (Holarktis, 7 Arten)
  - Parachipteria punctata (Nicolet, 1855) (Holarktis, hauptsächlich Paläarktis)
- Plakoribates Popp, 1960 (Tropen, 5 Arten)
  - Plakoribates neotropicus Balogh & Mahunka, 1978 (Bolivien)